# Drugi rząd Felipe Gonzáleza
Drugi rząd Felipe Gonzáleza – rząd Królestwa Hiszpanii funkcjonujący od lipca 1986 do grudnia 1989.
Gabinet zastąpił pierwszy rząd tego samego premiera. Powstał po wyborach w 1986, które po raz kolejny wygrała Hiszpańska Socjalistyczna Partia Robotnicza (PSOE), uzyskując 184 mandaty w 350-osobowym Kongresie Deputowanych. Felipe González został zatwierdzony na urzędzie premiera 23 lipca 1986, wotum zaufania ponownie przegłosowano 5 kwietnia 1990. Po wyborach w 1989, w których zwycięstwo również odniosła PSOE, został zastąpiony przez kolejny gabinet lidera socjalistów.

## Skład rządu
- Premier: Felipe González
- Wicepremier: Alfonso Guerra
- Rzecznik prasowy rządu: Rosa Conde (od 1988)
- Minister spraw zagranicznych: Francisco Fernández Ordóñez
- Minister sprawiedliwości: Fernando Ledesma (do 1988), Enrique Múgica (od 1988)
- Minister spraw wewnętrznych: José Barrionuevo (do 1988), José Luis Corcuera (od 1988)
- Minister obrony: Narcís Serra
- Minister gospodarki i finansów: Carlos Solchaga
- Minister robót publicznych i urbanistyki: Javier Sáenz de Cosculluela
- Minister transportu, turystyki i komunikacji: Abel Caballero (do 1988), José Barrionuevo (od 1988)
- Minister edukacji i nauki: José María Maravall (do 1988), Javier Solana (od 1988)
- Minister kultury: Javier Solana (do 1988), Jorge Semprún (od 1988)
- Minister pracy i ochrony socjalnej: Manuel Chaves González
- Minister spraw społecznych: Matilde Fernández (od 1988)
- Minister przemysłu i energii: Luis Carlos Croissier (do 1988), Claudio Aranzadi (od 1988)
- Minister rolnictwa, rybołówstwa i żywności: Carlos Romero Herrera
- Minister administracji publicznej: Joaquín Almunia
- Minister do spraw kontaktów z parlamentem: Virgilio Zapatero
- Minister zdrowia i konsumentów: Julián García Vargas